# Thomas G. Phillips
Pour les articles homonymes, voir Phillips.
Thomas Gould Phillips, né le 18 avril 1937 et mort le 6 août 2022 à Pasadena (Californie), est un spécialiste de physique du solide et astronome américain.

## Distinctions
- Joseph Weber Award for Astronomical Instrumentation (en)[4]